# Louise Duffield Cummings
Louise Duffield Cummings (Hamilton, Canadá, 21 de noviembre de 1870-9 de mayo de 1947) fue una matemática estadounidense de origen canadiense.

## Formación y carrera
De niña, Cummings estudió en las escuelas públicas y en el instituto de Hamilton.
Obtuvo su B.A. en 1895 en la Universidad de Toronto. Tras ello, cursó estudios de posgrado en matemáticas con el profesor DeLury en Toronto en 1896-97, en la Universidad de Pensilvania, donde obtuvo una beca de investigación, en 1896-97, en la Universidad de Chicago en 1897-98 y en el Bryn Mawr College en 1898-1900. Entre 1900 y 1901 fue profesora en la Escuela Normal de Ontario y, mientras completaba su maestría en la Universidad de Toronto, fue profesora en el St. Margaret's College entre 1901 y 1902. Cummings regresó en dos ocasiones al Bryn Mawr College durante periodos breves, en 1905 y en 1912-13.
Tras obtener su maestría, se unió al Vassar College como instructora, donde trabajó con Henry White y Charlotte Scott. Obtuvo finalmente su doctorado de Bryn Mawr con la tesis On a Method of Comparison for Triple-Systems, publicado en Transactions of the American Mathematical Society. Su major fue en matemática pura y sus minors fueron matemática aplicada y física. Fue ascendida a profesora ayudante en 1915, profesora asociada en 1919 y catedrática en 1927. Fue ponente invitada en el Congreso Internacional de Matemáticos de 1924 en Toronto y de nuevo en Zúrich en 1932. Se retiró en el año 1936.

## Publicaciones destacadas
- «A note on the groups for triple-systems». Bull. Amer. Math. Soc. 19: 355-356. 1913. doi:10.1090/s0002-9904-1913-02369-3.
- «On a method of comparison for triple systems». Trans. Amer. Math. Soc. 15: 311-327. 1914. doi:10.1090/s0002-9947-1914-1500982-1. (Ph.D. dissertation)
- with H. S. White: «Groupless triad systems on fifteen elements». Bull. Amer. Math. Soc. 22: 12-16. 1915. doi:10.1090/s0002-9904-1915-02710-2.
- «An undervalued Kirkman paper». Bull. Amer. Math. Soc. 24: 336-339. 1918. doi:10.1090/s0002-9904-1918-03086-3.
- «The trains for the 36 groupless triad systems on 15 elements». Bull. Amer. Math. Soc. 25: 321-324. 1919. doi:10.1090/s0002-9904-1919-03192-9.
- «A new type of double sextette closed under a binary (3,3) correspondence». Bull. Amer. Math. Soc. 31: 266-274. 1925. doi:10.1090/s0002-9904-1925-04049-5.
- «Hexagonal systems of seven lines in a plane». Bull. Amer. Math. Soc. 38: 105-110. 1932. doi:10.1090/s0002-9904-1932-05337-x.
- «Heptagonal systems of eight lines in a plane». Bull. Amer. Math. Soc. 38: 700-702. 1932. doi:10.1090/s0002-9904-1932-05502-1.
- «On a method of comparison for straight-line nets». Bull. Amer. Math. Soc. 39: 411-416. 1933. doi:10.1090/s0002-9904-1933-05649-5.